# Ottarkontoret

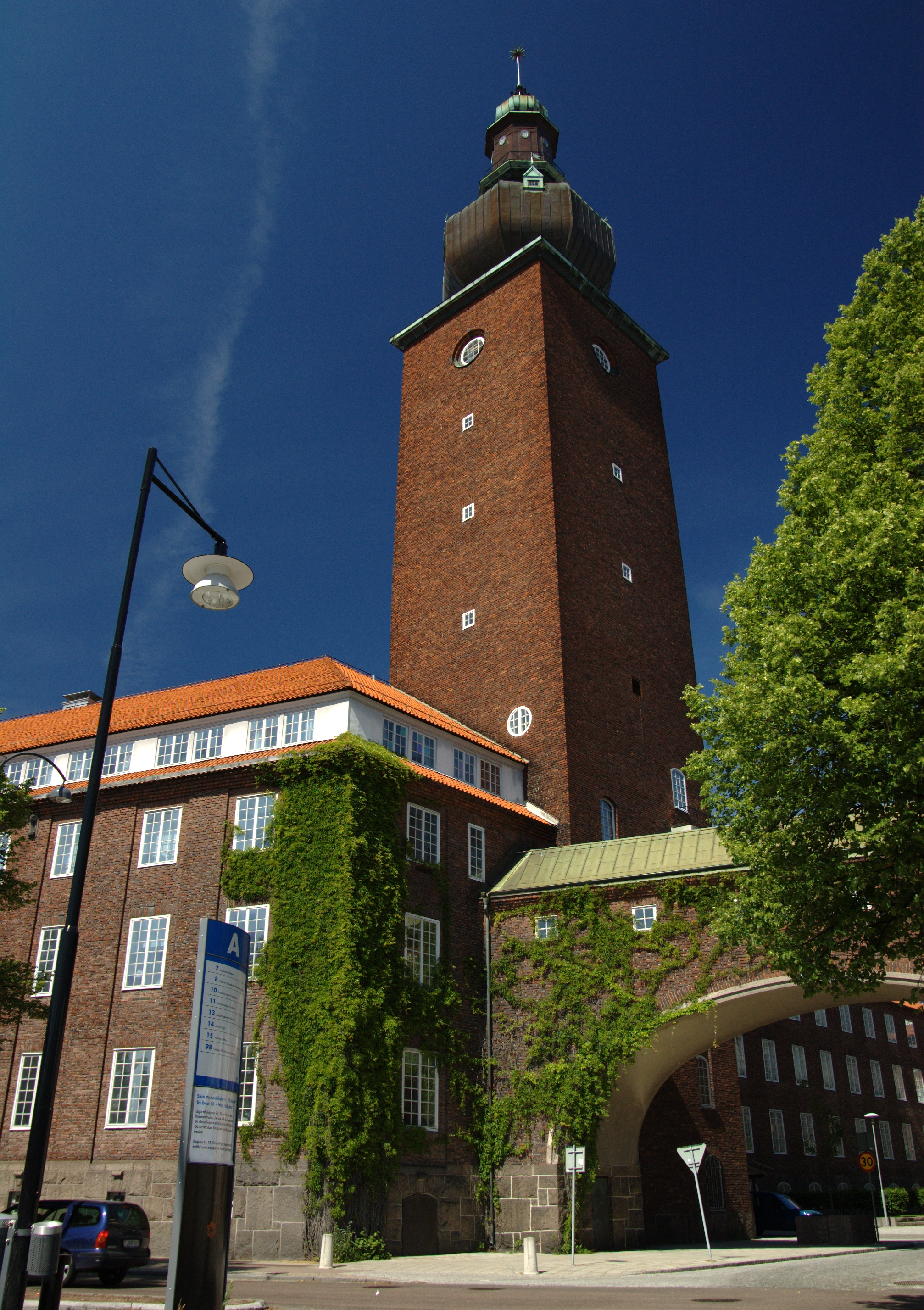
Ottarkontorets torn sett från sydöst.

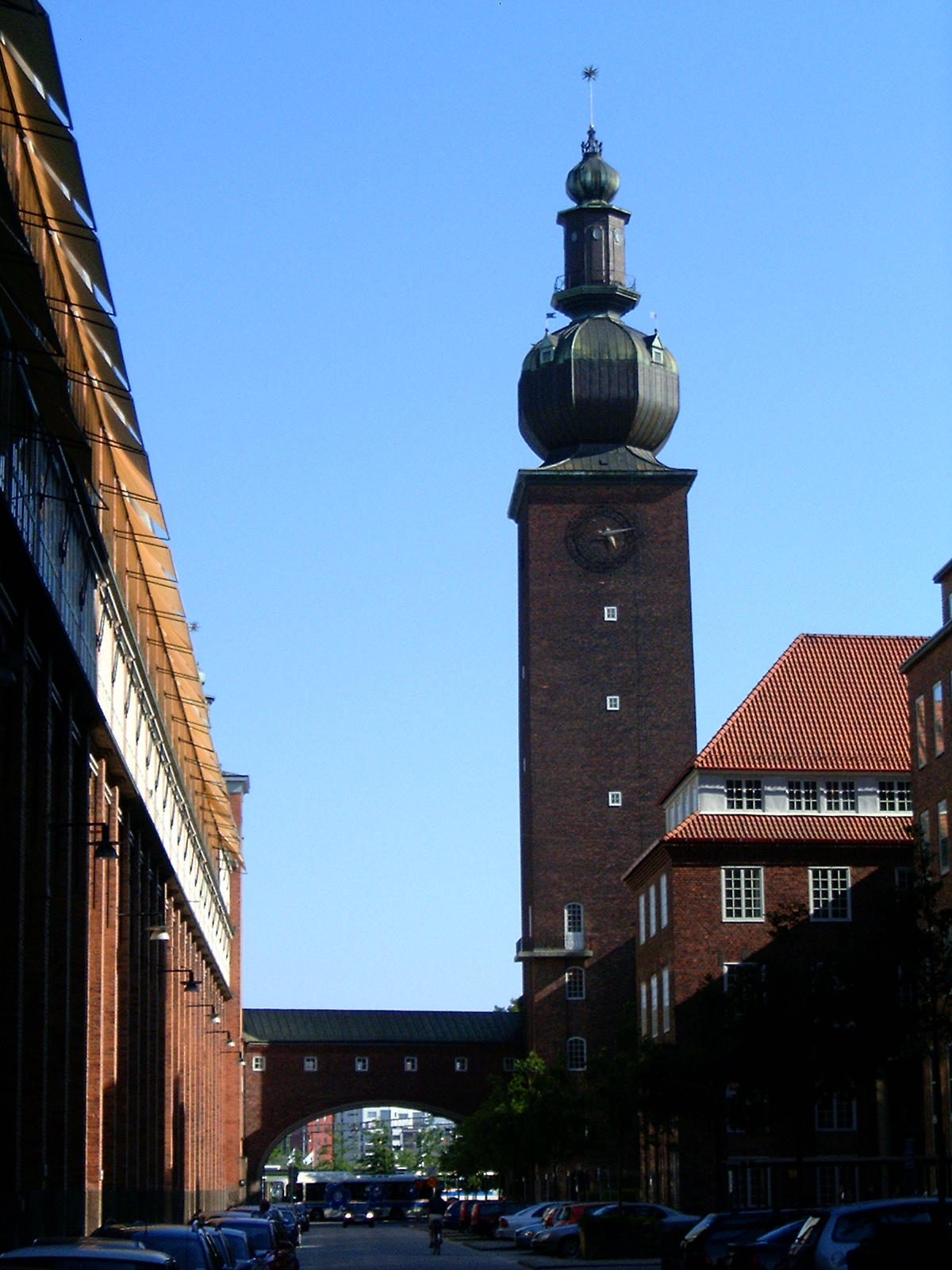
Ottarkontorets torn sett från norr.

Ottarkontoret är en byggnad med klocktorn i centrala Västerås där ABB har sitt svenska huvudkontor. Ottarkontoret är beläget på Kopparbergsvägen 2, granne med Västerås centralstation. Det ritades av arkitekten Erik Hahr och byggdes mellan 1916 och 1919. Ottarkontorets torn är 65 m högt och därmed en av Västerås högre byggnader. Fastighetsägare är Kungsleden AB.  